# Asociația Regală Belgiană de Fotbal
Asociația Regală Belgiană de Fotbal (RBFA; neerlandeză Koninklijke Belgische Voetbalbond; franceză Union royale belge des sociétés de football association; germană Königlicher Belgischer Fußballverband) este forul conducător al fotbalului belgian. Organizează următoarele competiții:
- Jupiler League
- Divizia Secundă
- Divizia a Treia
- Promotion
- Ligile Provinciale
- Cupa
- Supercupa
- competiții de Futsal

## Președinți
- 2006-prezent: François De Keersmaecker
- 2001-2005: Jan Peeters
- 1987-2001: Michel D'Hooghe
- 1967-1987: Louis Wouters
- 1951-1967: Georges Hermesse
- 1945-1951: Francis Dessain
- 1937-1943: Oscar Van Keesbeeck
- 1929-1937: Rodolphe-William Seeldrayers
- 1924-1929:  Contele Joseph d'Oultremont
- 1895-1924: Baronul Edouard de Laveleye